# 웹 온톨로지 언어
웹 온톨로지 언어(Web Ontology Language, OWL)는 온톨로지를 만들기 위한 지식 표현 언어의 한 계열이다. 온톨로지는 분류와 분류망을 기술하는, 필연적으로 다양한 분야의 지식 구조를 정의하는 한 방법이다. 객체의 클래스를 표현하는 명사, 객체 간 관계를 표현하는 동사.
온톨로지는 객체 지향 프로그래밍의 클래스 계층을 닮았지만 여러 중요한 차이가 있다. 클래스 계층은 (수개월 리비전의 가능성을 두고) 매우 느리게 진화하는 소스 코드에 쓰이는 구조를 표현하는 것을 의미하는 반면 온톨로지는 인터넷 상의 정보를 표현하는 것을 의미하고 거의 꾸준히 진화하는 것이 기대된다. 이처럼 온톨로지는 일반적으로 훨씬 더 유연하며, 다시 말해 모든 유형의 각기각양의 데이터 원천으로부터 들어오는 인터넷 상의 정보를 표현하는 것을 의미한다. 반면 클래스 계층은 상당히 정적인 경향이 있으며 다양성이 훨씬 더 떨어지고 회사 데이터베이스와 같은 더 구조적인 데이터 소스에 의존한다.
OWL 언어는 포멀 시맨틱스(formal semantics)의 특징을 지닌다. 자원 기술 프레임워크(RDF)라는 이름의 오브젝트를 위한 W3C의 XML 표준 위에 개발되어 있다. OWL과 RDF는 상당한 학술적, 의학적, 상업적 관심을 불러일으켰다.

## 같이 보기
- RDF

## 추가 자료
- Bechhofer, Sean; Horrocks, Ian; Patel-Schneider, Peter F. (2021). “Tutorial on OWL”. 2021년 7월 15일에 원본 문서에서 보존된 문서.
- Franconi, Enrico (2002). “Introduction to Description Logics”. Free University of Bolzano.
- Horrocks, Ian (2010). 《Description Logic: A Formal Foundation for Ontology Languages and Tools, Part 1: Languages》 (PDF). SemTech 2010.
- Horrocks, Ian (2010). 《Description Logic: A Formal Foundation for Ontology Languages and Tools, Part 2: Tools》 (PDF). SemTech 2010.